# Reinhard Büchsel
Reinhard Büchsel (* 28. September 1949 in Rostock) ist ein deutscher Internist auf den Gebieten Gastroenterologie/Endoskopie und Stoffwechselkrankheiten.

## Werdegang
Reinhard Büchsel, Sohn eines Arztes und Ururenkel Carl Büchsels, siedelte im Alter von acht Jahren mit seinen Eltern in die Bundesrepublik über. 1960 bis 1968 besuchte er das Gymnasium in Waiblingen und später in Stuttgart / Bad Cannstatt. Anschließend studierte er bis 1974 an der Christian-Albrechts-Universität zu Kiel und der Albert-Ludwigs-Universität Freiburg Medizin.
Er promovierte 1974 mit einer Arbeit über Die Beeinflussung der subakuten Galactosamin-Hepatitis der Ratte durch Vitamin A  an der Albert-Ludwigs-Universität Freiburg. 1981 bis 1984 war er dort Assistenzarzt, ab 1984 Oberarzt an der Medizinischen Klinik III der RWTH Aachen. 1986 folgte die Habilitation über Glycoproteine der Domänen der Plasmamembran, Modifikation ihrer Oligosaccharide in Leber und Hepatom  an der RWTH Aachen und 1991 wurde er dort zum außerplanmäßigen Professor berufen. Bis 2003 war er Chefarzt der Abteilung Gastroenterologie der DRK-Kliniken Berlin/Mark Brandenburg, zudem leitete er von 1991 bis 2014 als Chefarzt die gastroenterologische Abteilung sowie das „Darmzentrum“ am Standort Berlin-Westend und war Professor an der Charité. Danach wechselte Büchsel an das Evangelische Krankenhaus Hubertus in Berlin-Zehlendorf. Seit 2014 betreibt er eine Privatpraxis für Gastroenterologie und Innere Medizin.
Büchsels Schwerpunkte sind Gastroenterologie, Hepatologie, Infektionskrankheiten, Stoffwechselerkrankungen, Notfall- und Intensivmedizin. In der Forschung war er vor allem auf den Gebieten Gastroenterologie, Endoskopie und Ultraschall aktiv. Zum von Joachim Labenz herausgegebenen Leitfaden Darmgesundheit, 2011 bei Thieme erschienen, steuerte Büchsel die Kapitel Funktionelle Darmkrankheiten und Neoplastische Krankheiten bei.
Er ist Vorstandsmitglied der Carl-Büchsel-Stiftung zur Förderung des kirchlichen Lebens in der Uckermark und im Zentrum Überleben (vormals Behandlungszentrum für Folteropfer e. V.) engagiert, welches sich national und international für Überlebende von Folter und Kriegsgewalt einsetzt. Büchsel setzt sich darüber hinaus mit der Verbindung Medizin und Literatur auseinander. Er gilt als ein Kenner des Berliner Arztes und Dichters Gottfried Benn (1886–1956).

## Ehrungen
Büchsel wurde 2013 die Günther-Budelmann-Medaille des Bundesverbandes Deutscher Internisten e. V. für seine außerordentlichen Verdienste für die Innere Medizin, speziell im Bereich der Darmkrebserkrankungen, sowie für seinen aktiven und herausragenden Einsatz für die internistische Fort- und Weiterbildung verliehen.

## Veröffentlichungen (Auswahl)
- Die Beeinflussung der subakuten Galactosamin-Hepatitis der Ratte durch Vitamin A. (Diss. 1974). 1973 (d-nb.info).
- Glycoproteine der Domänen der Plasmamembran, Modifikation ihrer Oligosaccharide in Leber und Hepatom. (Habil.-Schr., 1986). 1986 (d-nb.info).
- Im Trunk der Augen. Gottfried Benn, Arzt und Dichter in der Pathologie Westend, Wallstein Verlag 2008, darin erschienen, R. Büchsel, Arzt: Eine Rolle für Gottfried Benn. (online; PDF)